# بطولة العالم لسباق الدراجات على الطريق 1959
بطولة العالم لسباق الدراجات على الطريق 1959 هي الدورة ال32 من بطولة العالم لسباق الدراجات على الطريق، أجريت في زانتفورت، هولندا.

## برنامج المسابقات
رجال
- سباق الطريق المداري.

سيدات
- سباق الطريق المداري.

## النتائج النهائية
| المسابقة            | ذهبية                   | فضية                       | برونزية                |
| ------------------- | ----------------------- | -------------------------- | ---------------------- |
| الرجال              |                         |                            |                        |
| سباق الطريق المداري | André Darrigade (فرنسا) | Michele Gismondi (إيطاليا) | نويل الصدارة (بلجيكا)  |
| السيدات             |                         |                            |                        |
| سباق الطريق المداري | إيفون رايندرز (بلجيكا)  | Aino Pouronen (URS)        | Vera Gorbatcheva (URS) |